# Diskografie Simply Red
Toto je diskografie britské hudební skupiny Simply Red.

## Studiová alba
| Rok  | Název                       | Hitparáda | Hitparáda | Hitparáda | Hitparáda | Certifikace | Certifikace | Certifikace |
| Rok  | Název                       | UK        | USA       | SRN       | FRA       | BPI         | RIAA        |             |
| ---- | --------------------------- | --------- | --------- | --------- | --------- | ----------- | ----------- | ----------- |
| 1985 | Picture Book                | 2         | 16        | 8         | —         | 5xPlatinum  | Platinum    |             |
| 1987 | Men and Women               | 2         | 31        | 3         | —         | 3xPlatinum  | —           |             |
| 1989 | A New Flame                 | 1         | 22        | 2         | 2         | 7xPlatinum  | Gold        |             |
| 1991 | Stars                       | 1         | 76        | 4         | 4         | 12xPlatinum | Zlatá deska |             |
| 1995 | Life                        | 1         | 75        | 1         | —         | 5xPlatinum  | —           |             |
| 1998 | Blue                        | 1         | 145       | 1         | 21        | 2xPlatinum  | —           |             |
| 1999 | Love and the Russian Winter | 6         | —         | 2         | 57        | Platinum    | —           |             |
| 2003 | Home                        | 2         | 187       | 5         | 8         | 2xPlatinum  | —           |             |
| 2005 | Simplified                  | 3         | —         | 4         | 64        | Zlatá deska | —           |             |
| 2007 | Stay                        | 4         | 156       | 4         | 58        | Zlatá deska | —           |             |

## Kompilační alba
| Rok  | Název                                                                             | Hitparáda | Hitparáda | Hitparáda | Hitparáda | Certifikace |
| Rok  | Název                                                                             | UK        | USA       | SRN       | FRA       | BPI         |
| ---- | --------------------------------------------------------------------------------- | --------- | --------- | --------- | --------- | ----------- |
| 1996 | Greatest Hits                                                                     | 1         | 116       | 2         | —         | 6xPlatinum  |
| 2000 | It's Only Love                                                                    | 27        | —         | 35        | —         | Zlatá deska |
| 2003 | The Very Best of Simply Red                                                       | —         | —         | 36        | —         | —           |
| 2008 | Simply Red 25: The Greatest Hits                                                  | 9         | —         | 17        | —         | Platinum    |
| 2010 | Songs of Love - Vydáno: únor 2010 - Vydavatelství: simplyred.com (#) - Formát: CD | 12        | —         | —         | —         | —           |

## Singly
| Rok  | Píseň                                                        | Nejvyšší umístění v hitparádě | Nejvyšší umístění v hitparádě | Nejvyšší umístění v hitparádě | Nejvyšší umístění v hitparádě | Nejvyšší umístění v hitparádě | Nejvyšší umístění v hitparádě | Nejvyšší umístění v hitparádě | Nejvyšší umístění v hitparádě | Nejvyšší umístění v hitparádě | Nejvyšší umístění v hitparádě | Nejvyšší umístění v hitparádě | Nejvyšší umístění v hitparádě | Nejvyšší umístění v hitparádě | Nejvyšší umístění v hitparádě | Album                            |
| Rok  | Píseň                                                        | UK                            | US Hot 100                    | US AC                         | US Dance                      | IRL                           | ITA                           | FRA                           | SRN                           | AUS                           | AUT                           | KAN                           | NED                           | SWI                           | NZ                            | Album                            |
| ---- | ------------------------------------------------------------ | ----------------------------- | ----------------------------- | ----------------------------- | ----------------------------- | ----------------------------- | ----------------------------- | ----------------------------- | ----------------------------- | ----------------------------- | ----------------------------- | ----------------------------- | ----------------------------- | ----------------------------- | ----------------------------- | -------------------------------- |
| 1985 | Money's Too Tight (To Mention)                               | 13                            | 28                            | -                             | 2                             | 9                             | 4                             | 29                            | -                             | -                             | -                             | -                             | 22                            | -                             | -                             | Picture Book                     |
| 1985 | Come to My Aid                                               | 66                            | -                             | -                             | 13                            | -                             | 11                            | -                             | -                             | -                             | -                             | -                             | -                             | -                             | -                             | Picture Book                     |
| 1985 | Holding Back the Years                                       | 51                            | -                             | -                             | -                             | -                             | -                             | -                             | -                             | -                             | -                             | -                             | 5                             | -                             | -                             | Picture Book                     |
| 1986 | Jericho                                                      | 53                            | -                             | -                             | -                             | -                             | -                             | -                             | 57                            | -                             | -                             | -                             | 13                            | -                             | -                             | Picture Book                     |
| 1986 | Holding Back the Years (znovu vydáno)                        | 2                             | 1                             | 4                             | -                             | 1                             | 20                            | -                             | -                             | -                             | 22                            | -                             | -                             | -                             | -                             | Picture Book                     |
| 1986 | Open Up the Red Box                                          | 61                            | -                             | -                             | -                             | 28                            | -                             | -                             | -                             | -                             | -                             | -                             | -                             | -                             | -                             | Picture Book                     |
| 1987 | The Right Thing                                              | 11                            | 27                            | -                             | -                             | 12                            | 4                             | -                             | 27                            | -                             | -                             | -                             | 5                             | 10                            | -                             | Men and Women                    |
| 1987 | Infidelity                                                   | 31                            | -                             | -                             | -                             | 13                            | 22                            | -                             | -                             | -                             | -                             | -                             | 57                            | -                             | -                             | Men and Women                    |
| 1987 | Maybe Someday...                                             | 88                            | -                             | 28                            | -                             | -                             | -                             | -                             | -                             | -                             | -                             | -                             | -                             | -                             | -                             | Men and Women                    |
| 1987 | Ev'ry Time We Say Goodbye"                                   | 11                            | -                             | -                             | -                             | 14                            | 47                            | -                             | -                             | -                             | -                             | -                             | 29                            | -                             | -                             | Men and Women                    |
| 1988 | I Won't Feel Bad                                             | 68                            | -                             | -                             | -                             | -                             | -                             | -                             | -                             | -                             | -                             | -                             | -                             | -                             | -                             | Men and Women                    |
| 1989 | It's Only Love                                               | 13                            | 57                            | 19                            | -                             | 7                             | 1                             | 24                            | 21                            | 31                            | -                             | -                             | 10                            | 12                            | -                             | A New Flame                      |
| 1989 | If You Don't Know Me By Now                                  | 2                             | 1                             | 1                             | -                             | 4                             | 16                            | 11                            | 19                            | 1                             | 9                             | 1                             | 5                             | 12                            | 1                             | A New Flame                      |
| 1989 | A New Flame                                                  | 17                            | -                             | -                             | -                             | 28                            | -                             | 43                            | 55                            | 48                            | -                             | -                             | 31                            | -                             | -                             | A New Flame                      |
| 1989 | You've Got It                                                | 46                            | -                             | 7                             | -                             | 14                            | 43                            | -                             | -                             | -                             | -                             | -                             | -                             | -                             | -                             | A New Flame                      |
| 1991 | Something Got Me Started                                     | 11                            | 23                            | 21                            | 13                            | 8                             | 5                             | 19                            | 11                            | 29                            | 5                             | -                             | 3                             | 6                             | -                             | Stars                            |
| 1991 | Stars                                                        | 8                             | 44                            | 8                             | -                             | 13                            | 11                            | 24                            | 19                            | 29                            | 18                            | -                             | 15                            | 11                            | -                             | Stars                            |
| 1992 | For Your Babies                                              | 9                             | -                             | 24                            | -                             | 11                            | -                             | 46                            | 43                            | -                             | 23                            | -                             | 40                            | -                             | -                             | Stars                            |
| 1992 | Thrill Me                                                    | 33                            | -                             | -                             | -                             | 30                            | -                             | -                             | -                             | -                             | -                             | -                             | 58                            | -                             | -                             | Stars                            |
| 1992 | Your Mirror                                                  | 17                            | -                             | -                             | -                             | 28                            | -                             | -                             | 59                            | -                             | -                             | -                             | -                             | -                             | -                             | Stars                            |
| 1992 | Lady Godiva's Room                                           | 11                            | -                             | -                             | -                             | 21                            | 12                            | -                             | -                             | -                             | -                             | -                             | -                             | -                             | -                             | The Montreux EP                  |
| 1995 | Fairground                                                   | 1                             | 114                           | -                             | 25                            | 1                             | 3                             | 26                            | 5                             | 7                             | 5                             | -                             | 5                             | 6                             | 6                             | Life                             |
| 1995 | Remembering the First Time                                   | 22                            | -                             | -                             | 36                            | -                             | -                             | -                             | 55                            | -                             | -                             | -                             | 23                            | -                             | 30                            | Life                             |
| 1996 | Never Never Love                                             | 18                            | -                             | -                             | -                             | -                             | -                             | -                             | -                             | 42                            | -                             | -                             | -                             | -                             | -                             | Life                             |
| 1996 | We're in This Together                                       | 11                            | -                             | -                             | -                             | -                             | -                             | -                             | 32                            | -                             | 23                            | -                             | 34                            | -                             | -                             | Life                             |
| 1996 | Angel                                                        | 4                             | -                             | -                             | 6                             | 23                            | 14                            | -                             | 71                            | -                             | -                             | -                             | -                             | -                             | 11                            | Set It Off                       |
| 1996 | Angel                                                        | 4                             | -                             | -                             | 6                             | 23                            | 14                            | -                             | 71                            | -                             | -                             | -                             | -                             | -                             | 11                            | Greatest Hits                    |
| 1997 | Night Nurse (Sly & Robbie featuring Simply Red)              | 13                            | -                             | -                             | -                             | -                             | -                             | -                             | -                             | -                             | -                             | -                             | -                             | -                             | 44                            | Blue                             |
| 1998 | Say You Love Me                                              | 7                             | -                             | -                             | -                             | 15                            | 10                            | -                             | 49                            | -                             | 18                            | -                             | 71                            | -                             | -                             | Blue                             |
| 1998 | The Air That I Breathe                                       | 6                             | -                             | -                             | -                             | -                             | -                             | -                             | 66                            | -                             | 17                            | -                             | 82                            | -                             | -                             | Blue                             |
| 1998 | Ghetto Girl                                                  | 34                            | -                             | -                             | -                             | -                             | 29                            | -                             | -                             | -                             | -                             | -                             | -                             | -                             | -                             | Blue                             |
| 1998 | Mellow My Mind                                               | -                             | -                             | -                             | 39                            | -                             | -                             | -                             | -                             | -                             | -                             | -                             | -                             | -                             | -                             | Blue                             |
| 1998 | "To Be Free"                                                 | -                             | -                             | -                             | -                             | -                             | -                             | -                             | 88                            | -                             | -                             | -                             | -                             | -                             | -                             | Blue                             |
| 1999 | Ain't That a Lot of Love                                     | 14                            | -                             | -                             | 3                             | -                             | 30                            | -                             | 55                            | -                             | 29                            | -                             | 68                            | 45                            | 41                            | Love and the Russian Winter      |
| 2000 | Your Eyes                                                    | 26                            | -                             | -                             | -                             | -                             | -                             | -                             | 95                            | -                             | -                             | -                             | -                             | -                             | -                             | Love and the Russian Winter      |
| 2003 | Sunrise                                                      | 7                             | 122                           | 5                             | 1                             | 14                            | 4                             | 17                            | 14                            | 35                            | 25                            | 3                             | 6                             | 22                            | 11                            | Home                             |
| 2003 | Fake                                                         | 21                            | -                             | -                             | 1                             | -                             | 7                             | -                             | 43                            | -                             | -                             | -                             | 19                            | 41                            | -                             | Home                             |
| 2003 | You Make Me Feel Brand New                                   | 7                             | -                             | 10                            | 5                             | -                             | 14                            | -                             | 43                            | -                             | 47                            | -                             | 43                            | 76                            | -                             | Home                             |
| 2004 | Home                                                         | 40                            | -                             | 24                            | 10                            | -                             | -                             | -                             | -                             | -                             | -                             | -                             | 74                            | -                             | -                             | Home                             |
| 2005 | Perfect Love                                                 | 30                            | -                             | 16                            | 1                             | -                             | 13                            | -                             | 45                            | -                             | 23                            | -                             | 69                            | 34                            | -                             | Simplified                       |
| 2006 | Something Got Me Started / A Song for You (dvojitá A-strana) | 108                           | -                             | -                             | -                             | -                             | -                             | 127                           | -                             | -                             | -                             | -                             | -                             | -                             | -                             | Simplified                       |
| 2006 | Oh! What a Girl!                                             | 57                            | -                             | -                             | -                             | -                             | 6                             | -                             | 68                            | -                             | 43                            | -                             | -                             | 23                            | -                             | Stay                             |
| 2007 | So Not Over You                                              | 34                            | -                             | 22                            | -                             | -                             | 2                             | -                             | 65                            | -                             | 36                            | -                             | 31                            | -                             | -                             | Stay                             |
| 2007 | Stay                                                         | 36                            | -                             | -                             | 5                             | -                             | -                             | -                             | -                             | -                             | -                             | -                             | -                             | -                             | -                             | Stay                             |
| 2007 | The World and You Tonight                                    | 104                           | -                             | -                             | -                             | -                             | -                             | -                             | -                             | -                             | -                             | -                             | -                             | -                             | -                             | Stay                             |
| 2007 | Money in My Pocket (remix)                                   | -                             | -                             | -                             | -                             | -                             | -                             | -                             | -                             | -                             | -                             | -                             | -                             | -                             | -                             | Home                             |
| 2008 | Go Now                                                       | 157                           | -                             | 21                            | -                             | -                             | -                             | -                             | -                             | -                             | -                             | -                             | -                             | -                             | -                             | Simply Red 25: The Greatest Hits |
| 2009 | Money's Too Tight (To Mention) 2009                          | -                             | -                             | -                             | 4                             | -                             | -                             | -                             | -                             | -                             | -                             | -                             | -                             | -                             | -                             | Simply Red 25: The Greatest Hits |
| 2010 | I Have The Love / Beside You                                 | -                             | -                             | -                             | -                             | -                             | -                             | -                             | -                             | -                             | -                             | -                             | -                             | -                             | -                             | Songs of Love                    |